# Kanton Les Andelys
Kanton Les Andelys (fr. Canton des Andelys) je francouzský kanton v departementu Eure v regionu Horní Normandii. Skládá se z 20 obcí.

## Obce kantonu
- Les Andelys
- Boisemont
- Bouafles
- Corny
- Courcelles-sur-Seine
- Cuverville
- Daubeuf-près-Vatteville
- Fresne-l'Archevêque
- Guiseniers
- Harquency
- Hennezis
- Heuqueville
- Muids
- Notre-Dame-de-l'Isle
- Port-Mort
- La Roquette
- Suzay
- Le Thuit
- Vatteville
- Vézillon